# Fisher Channel
Fisher Channel är ett sund i Kanada.   Det ligger i provinsen British Columbia, i den sydvästra delen av landet, 3 800 km väster om huvudstaden Ottawa.
I omgivningarna runt Fisher Channel växer i huvudsak barrskog. Trakten runt Fisher Channel är nära nog obefolkad, med mindre än två invånare per kvadratkilometer.